# فيليكس إدواردو رودريغيز
فيليكس إدواردو رودريغيز (بالإسبانية: Félix Eduardo Rodríguez)‏ هو لاعب كرة قدم مكسيكي، ولد في 16 أبريل 1992. لعب مع نادي مونتيري.